# Dzikie łowy (film 2008)
Dzikie łowy (ang. Strange Wilderness) – amerykańska komedia filmowa z 2008 roku w reżyserii Freda Wolfa.

## Opis fabuły
Peter Gaulke (Steve Zahn) prowadzi program o dzikiej przyrodzie, który odziedziczył po swoim ojcu, szanowanym prezenterze. Za jego kadencji program odnosi znacznie mniejszy sukces. Aby uniknąć wycofania z anteny, Peter postanawia odnaleźć Wielką Stopę, aby uratować program. W tym celu wyruszają do Ekwadoru wraz ze swoją na pozór zupełnie kompetentną ekipą narkomatów, w skład której wchodzą m.in.  wąsaty dźwiękowiec i wszechstronny asystent Fred (Allen Covert), asystent produkcji Cooker (Jonah Hill), nepotystyczny najemnik Junior (Justin Long), amatorski treser zwierząt zmagający się z trzeźwością (Kevin Heffernan) oraz dziewczyna Cheryl (Ashley Scott).

## Obsada
- Steve Zahn jako Peter Gaulke[2]
- Allen Covert jako Fred Wolf[2]
- Jonah Hill jako Cooker[2]
- Kevin Heffernan(inne języki) jako Whitaker[2]
- Ashley Scott jako Cheryl[2]
- Peter Dante jako Danny Gutierrez[2]
- Harry Hamlin jako Sky Pierson[2]
- Robert Patrick jako Gus Hayden[2]
- Joe Don Baker jako Bill Calhoun[2]
- Justin Long jako Junior[2]
- Ernest Borgnine jako Milas[2]
- Jeff Garlin jako Ed Lawson[2]

## Produkcja i upowszechnienie
Producentem była wytwórnia Happy Madison Productions. Film został nakręcony w 2005 roku w okresie między zakończeniem zdjęć filmu Babcisynek a jego premierą. Budżet filmu wyniósł ok. 20 milionów dolarów.
Światowa premiera odbyła się 1 lutego 2008 roku. Film był emitowany w ok. 1200 kinach przez średni czas 2,6 tygodnia. Dystrybutorem było przedsiębiorstwo Paramount Vantage.
20 maja 2008 roku film zadebiutował na DVD. Dystrybutorem było przedsiębiorstwo Paramount Home Video.

## Odbiór

### Box office
W weekend otwarcia film zarobił 3 001 719 $. Łączny box office filmu to 6 947 084 $, co oznacza, że przychody wyniosły znacznie mniej niż poniesione koszty. Mimo że film zarobił więcej od poprzedniej produkcji Happy Madison Productions (Babcisynek), wciąż uważany jest za klapę finansową.

### Ocena krytyków
Film przez krytyków został negatywnie przyjęty. Na platformie Rotten Tomatoes otrzymał średnią ocen 2,7/5 na podstawie 48 ocen. Pozytywną ocenę wystawił tylko 1 krytyk, negatywną 47, co daje pozytywną ocenę na poziomie 2%. Osiągnięto konsensus, że film nie jest zabawny, za to jest bezcelowy i ordynarny. Na portalu Metacritic otrzymał 12 punktów na 100 możliwych (na podstawie 12 ocen krytyków), co oznacza przytłaczającą niechęć (ang. Overwhelming Dislike).
Matt Zoller Seitz w recenzji opublikowanej w The New York Times stwierdził, że nie spełnia oczekiwań nawet w porównaniu ze standardami komedii stonerskich (ang. stoner), czyli takich, które bawią przede wszystkim po zażyciu marihuany. Stwierdził, że w tym gatunku złotem jest O dwóch takich, co poszli w miasto, natomiast Dzikie łowy to fałszywy banknot. Mike McGranaghan wystawił filmowi ocenę 1/5, stwierdzając, że sprawia silne wrażenie, jak gdyby powstał tylko dlatego, że „kilku przyjaciół siedziało i się naćpało, a przy tym oglądali Animal Planet z wyłączonym dźwiękiem, tworząc własne komentarze, które są zabawne tylko wtedy, gdy jesteś nawalony”. Matt Wiggins na łamach IGN również wystawił filmowi najniższą możliwą ocenę (0,5/5 gwiazdki; 1/10), stwierdzając, że nie może nikomu z czystym sumieniem polecić tego filmu: „zawodzi na prawie każdym możliwym poziomie, pomimo obietnicy kilku bardzo utalentowanych aktorów”. Glen Ferris (ocena 1/5) stwierdził, że równie dobrze można oglądać powolną śmierć słodkiego zwierzątka – byłoby to tak samo śmieszne i bolesne.